# Niko Ojamäki
Niko Ojamäki (ur. 17 czerwca 1995 w Pori) – fiński hokeista, reprezentant Finlandii, olimpijczyk.

## Kariera
- Ässät U16 (2010-2011)
- Ässät U18 (2011-2013)
- Ässät U20 (2011-2016)
- Ässät (2013-2017)
- Tappara (2017-2020)
- Linköpings HC (2020-2021)
- Witiaź Podolsk (2021-2022)
- Tappara (2022-)

Wychowanek klubu Porin Ässät. Grał w tego kolejnych drużynach juniorskich, a także w zespole seniorskim w rozgrywkach Liiga do 2017. W KHL Junior Draft edycji 2010 został wybrany przez Witiaź Podolsk z numerem 96. 
Od maja 2017 przez trzy lata był zawodnikiem Tappara Tampere. W połowie 2020 przeszedł do szwedzkiej drużyny Linköpings HC w rozgrywkach SHL. W maju 2021 został zawodnikiem Witiazia Podolsk w rosyjskich rozgrywkach KHL. W czerwcu 2022 ponownie został graczem Tappary.
Uczestniczył w turniejach mistrzostw świata juniorów do lat 18 edycji 2013, mistrzostw świata juniorów do lat 20 edycji 2015. W kadrze seniorskiej uczestniczył w turniejach mistrzostw świata edycji 2019, 2021, zimowych igrzysk olimpijskich 2022.
W trakcie kariery zyskał pseudonimy Ojis, Oja.

## Sukcesy
Reprezentacyjne
- Brązowy medal mistrzostw świata juniorów do lat 18: 2013
- Złoty medal mistrzostw świata: 2019
- Srebrny medal mistrzostw świata: 2021
- Złoty medal zimowych igrzysk olimpijskich: 2022

Klubowe
- Brązowy medal U16 SM-sarja: 2011 z Ässät U16
- Brązowy medal U20 SM-sarja: 2014 z Ässät U20
- Srebrny medal mistrzostw Finlandii: 2018 z Tappara
- Brązowy medal mistrzostw Finlandii: 2019 z Tappara
- Hopealuistin: 2020 z Tappara

Indywidualne
- Liiga (2019/2020): najlepszy zawodnik miesiąca - wrzesień 2019
- KHL (2021/2022):
  - Pierwsze miejsce w klasyfikacji strzelców w sezonie zasadniczym: 29 goli